# Веремиевка (Хмельницкая область)
Веремиевка (укр. Вереміївка) — село в Красиловском районе Хмельницкой области Украины.
Расположено на левом берегу реки Бужок (левый приток Южного Буга).
Население по переписи 2001 года составляло 343 человека. Почтовый индекс — 31062. Телефонный код — 3855. Занимает площадь 1,456 км². Код КОАТУУ — 6822787402.

## Местный совет
31062, Хмельницкая обл., Красиловский р-н, с. Мытинцы, ул. Ленина